# مونوليث

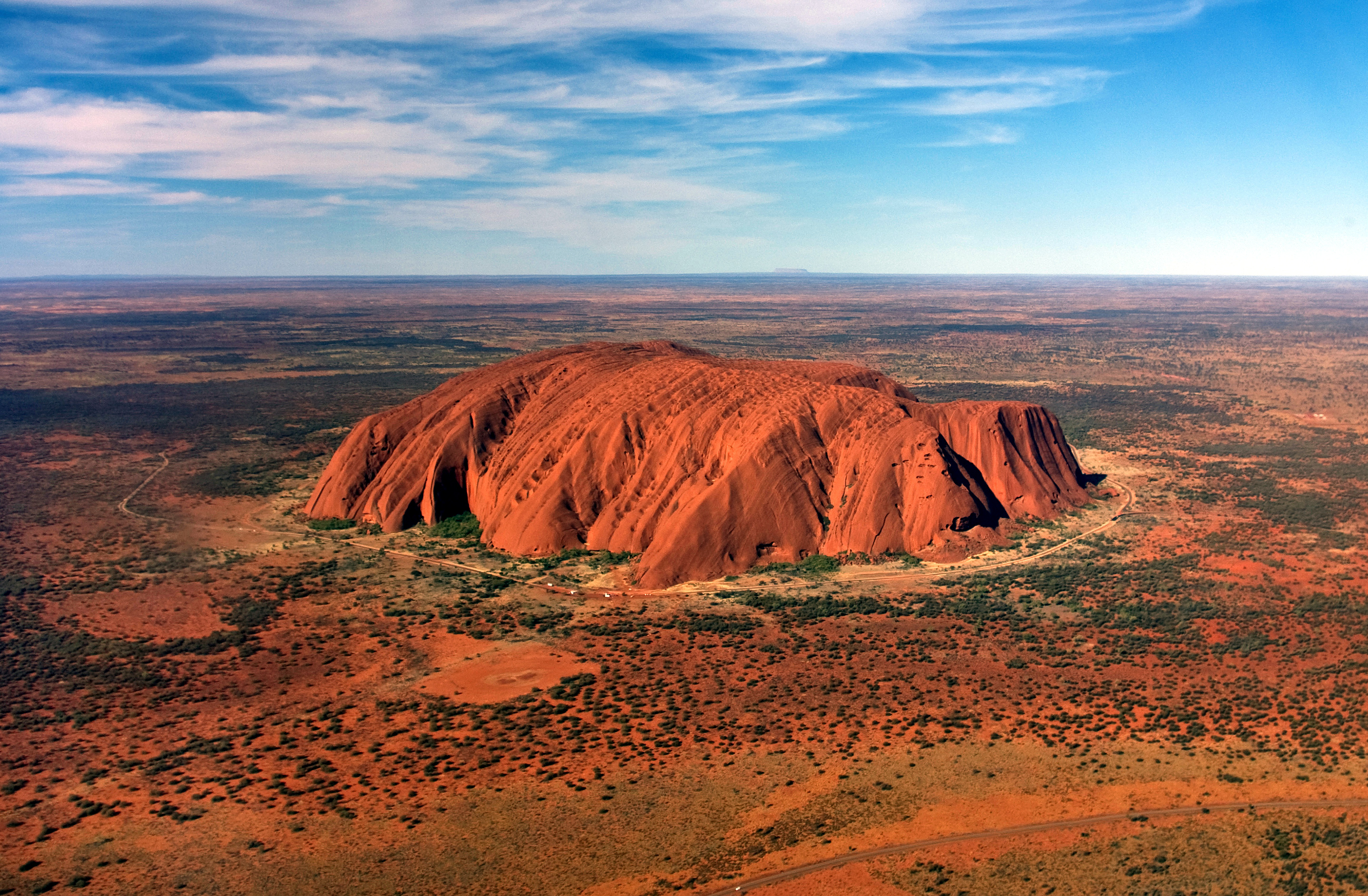
قائم ضخري يُسمى أولورو ويقع في أستراليا

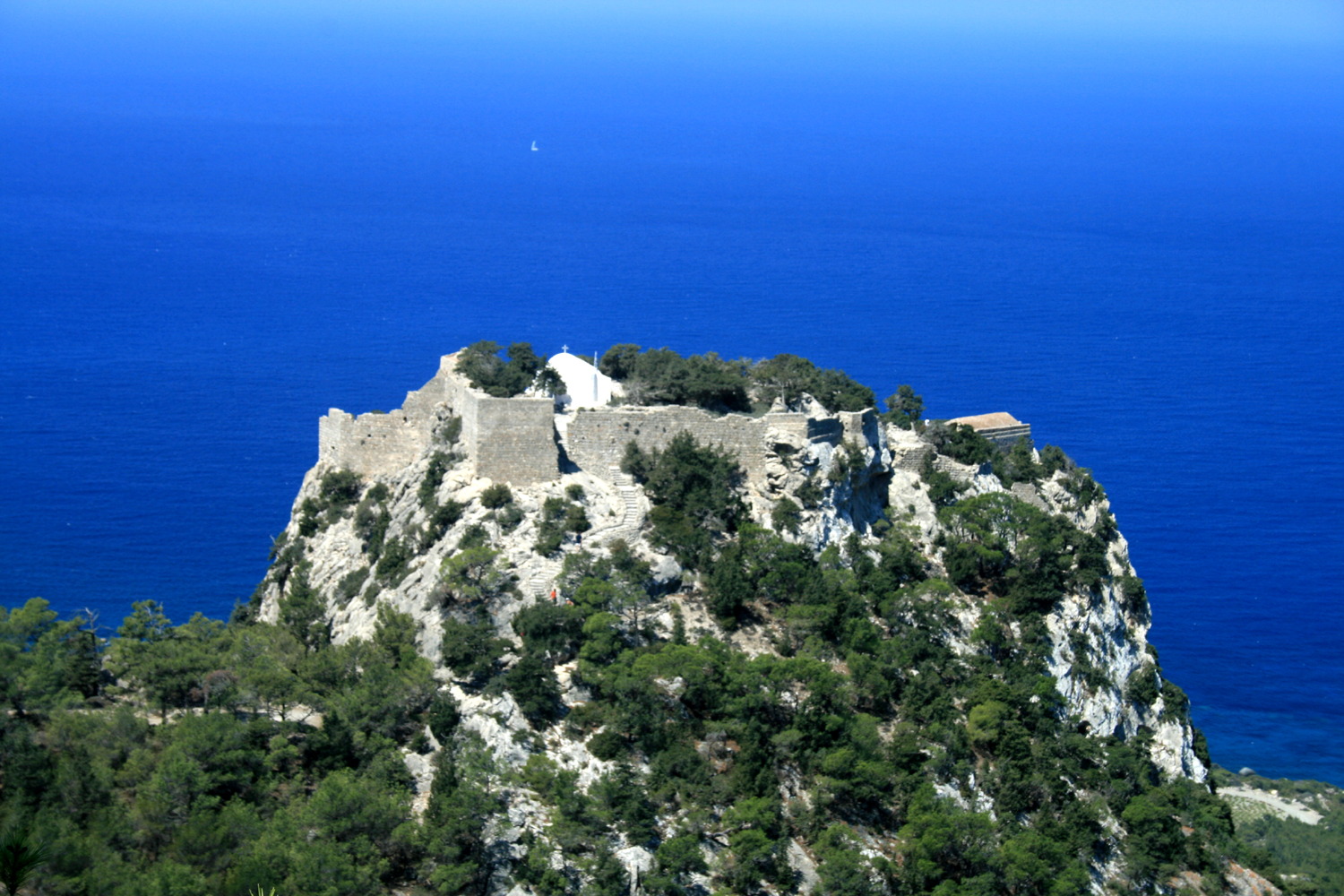
حصن مونوليثوس في جزيرة رودس

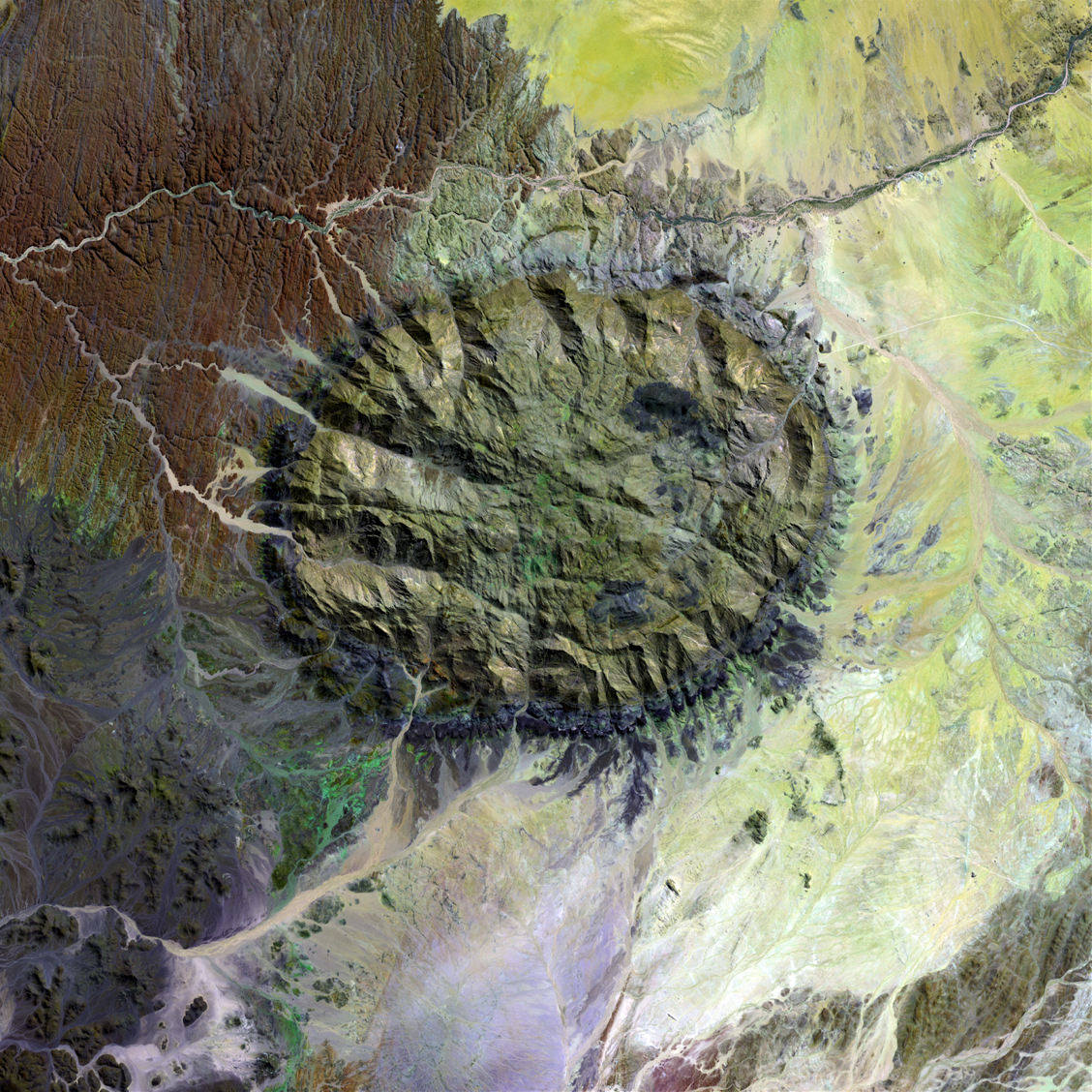
جبل براندبيرج في ناميبيا كما صور من القمر الصناعي لاندسات 7

القائم الصخرى أو مونوليث (بالإنجليزية: Monolith)‏ أو الوحدة المتراصة هو معلم جيولوجي يتكون من صخرة أحادية ضخمة قائمة بذاتها، مثل بعض أنواع الجبال، أو هو قطعة ضخمة من الصخر موضوعة داخل معلم أو مبنى.
وعادة ما تكشف عوامل التعرية تلك التكوينات الجيولوجية والتي تتشكل من الصخور المتحولة أو الصخور النارية
أما في علم العمارة، فإن مصطلح المنليث يقابله مصطلح آخر هو الميجاليث أو الجندل
والذي استخدم في عصور ماقبل التاريخ والذي استخدم أيضا في سياق العمارة المقطوعة في الصخر والتي تكون لصخرة في مكانها أو تلك الاحجار التي قطعت ثم نقلت من المحاجر ومثال على ذلك: الكنيسة المنحوتة والموجودة في اثويبيا، المسلات، التماثيل، الاعمدة، والعتبات الضخمة الأثرية.
كما يمكن استخدام المصطلح للمثالج الضخمة والتي تتحرك بفعل القوى الطبيعية
اسم المصطلح مشتق من اللفظة اللاتينية (μονόλιθος (monolithos

### آسيا

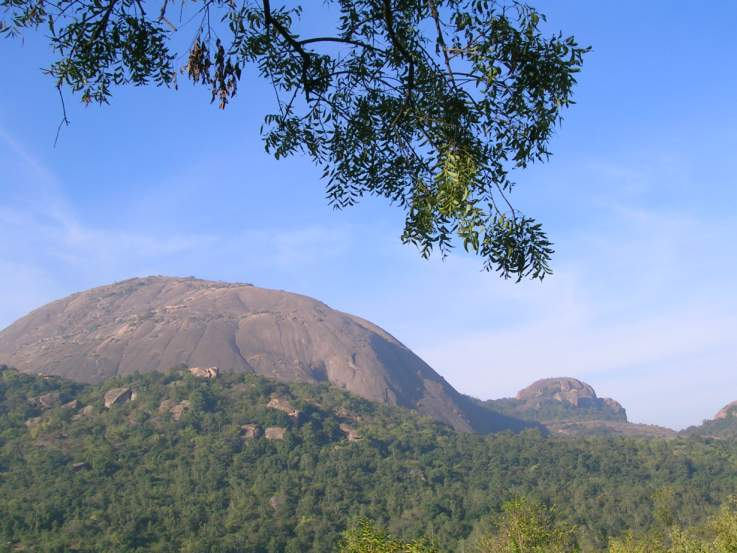

## وحدات متراصة جيولوجية
أكبر منليث في العالم هي:

### أفريقيا
- صخرة آسو في نيجيريا
- متراصة بن أميرة في موريتانيا
- جبل براندبرج في ناميبيا
- صخرة زوما في نيجيريا

### أوروبا

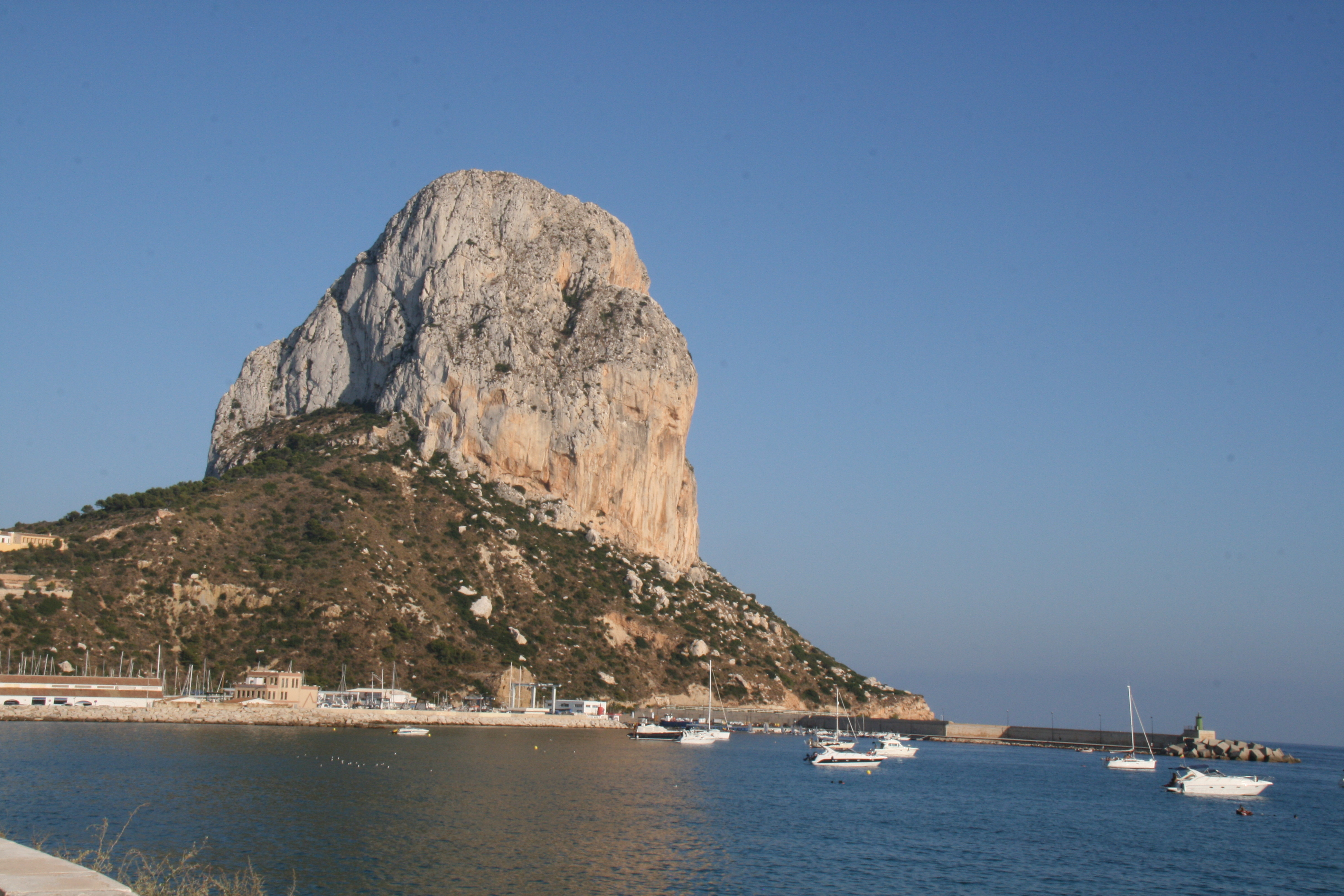

- صخرة جبل طارق

### أمريكا الشمالية

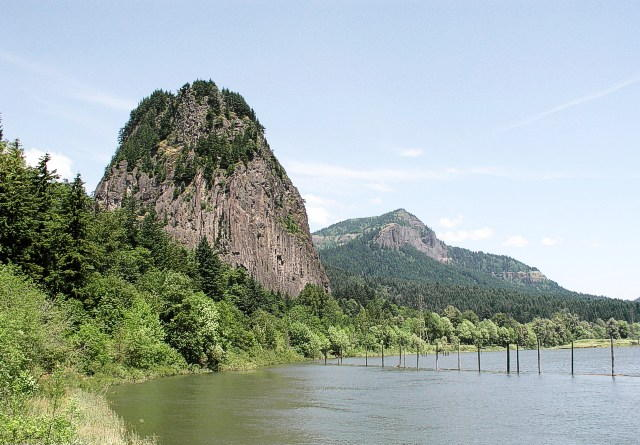

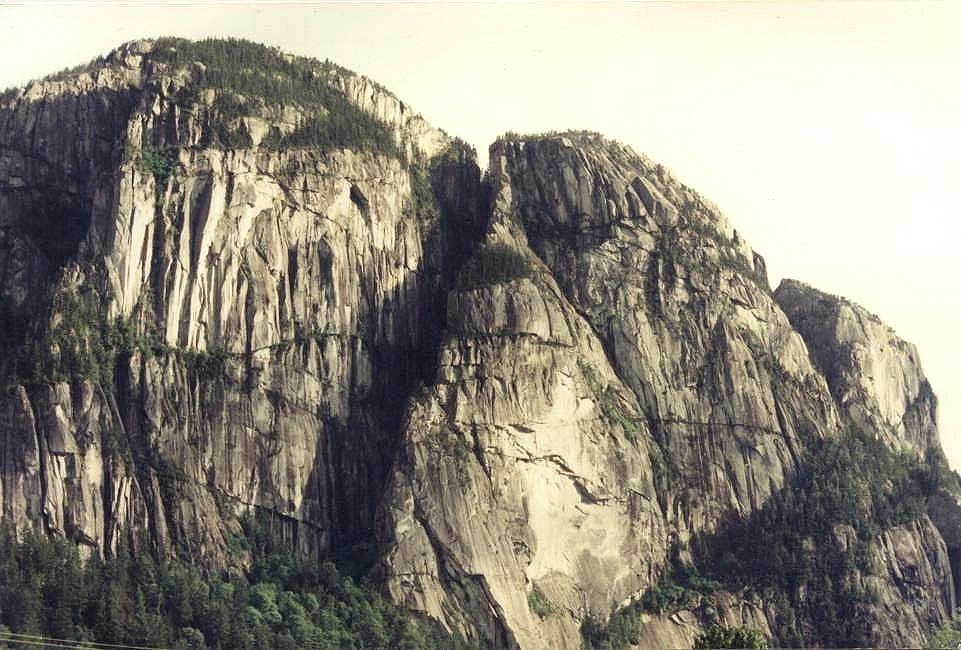

#### المكسيك
- تعتبر قمة بينيا دي برنال في كويريتارو ثالث أكبر منليث بالعالم.[2][3][4][5]

### أمريكا الجنوبية

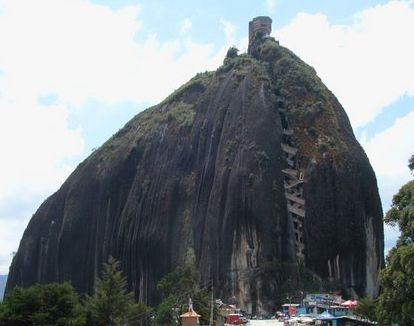

## معالم للوحدات المتراصة
المنشآت التي حفرت في الحجر كوحدة واحدة 
- حجر تقويم الأزتك
- كنيسة القديس جورج في أثيوبيا
- مغارات إلورا
- أبو الهول
- موقع مانزانار التاريخي الوطني
- المسلات

## وصلات خارجية
- Regarding Uluru/Ayers Rock and earlier representations of it as the largest monolith: GA.gov.au, ABC.net.au, Wayoutback.com.au
- 10 Largest Monoliths in the World, touropia